# Ленора
 Тази статия е за поемата на Готфрид Август Бюргер.  За поемата на Едгар Алън По вижте Линор.  
„Ленора“ (на немски: Lenore) е баладична поема на германския писател Готфрид Август Бюргер, публикувана през 1774 година в списанието „Гьотингер Музеналманах“.
Сюжетът е развит около млада жена, която очаква завръщането на любимия си от Седемгодишната война, но е посетена от приличащ на него конник, с когото язди цяла нощ, докато той я отвежда на гроба на любимия ѝ. Поемата обикновено се отнася към готическите балади от XVIII век и, макар че нейният герой, върнал се от гроба, не е вампир, тя оказва влияние върху по-късната литература за вампири.